# Lake Dora (sjö i Australien, Tasmanien)
Lake Dora är en sjö i Australien. Den ligger i delstaten Tasmanien, i den sydöstra delen av landet, omkring 170 kilometer nordväst om delstatshuvudstaden Hobart. Lake Dora ligger 756 meter över havet. Arean är 0,32 kvadratkilometer. Den sträcker sig 1,5 kilometer i nord-sydlig riktning, och 0,7 kilometer i öst-västlig riktning.
I omgivningarna runt Lake Dora växer i huvudsak städsegrön lövskog. Trakten runt Lake Dora är nära nog obefolkad, med mindre än två invånare per kvadratkilometer. Genomsnittlig årsnederbörd är 2 407 millimeter. Den regnigaste månaden är september, med i genomsnitt 283 mm nederbörd, och den torraste är februari, med 92 mm nederbörd.